# Microrregión de Tatuí
La microrregión de Tatuí es una de las microrregiones del estado brasileño de São Paulo perteneciente a la mesorregión Itapetininga. Su población fue estimada en 2006 por el IBGE en 245.794 habitantes y está dividida en nueve municipios. Posee un área total de 2.242,937 km².

## Municipios
- Boituva
- Cerquilho
- Cesário Lange
- Laranjal Paulista
- Pereiras
- Porangaba
- Quadra
- Tatuí
- Torre de Pedra

- Datos: Q2464183